# Novodanîlivska, Kazanka
Novodanîlivska (în ucraineană Новоданилівська) este o comună în raionul Kazanka, regiunea Mîkolaiiv, Ucraina, formată numai din satul de reședință.

## Demografie
Componența lingvistică a comunei Novodanîlivska
     Ucraineană (89,94%)
     Rusă (9,56%)
     Alte limbi (0,38%)
Conform recensământului din 2001, majoritatea populației comunei Novodanîlivska era vorbitoare de ucraineană (89,94%), existând în minoritate și vorbitori de rusă (9,56%).